# کرینهاینشتن
کرینهاینشتن (به آلمانی: Kreenheinstetten) یک منطقهٔ مسکونی در آلمان است که در لایبرتینگن واقع شده‌است. کرینهاینشتن ۶۸۹ نفر جمعیت دارد.